# Рацемічна суміш
Рацемічна суміш, рацемат — речовина із однаковою концентрацією лівих і правих енантіомерів.
Рацемічні суміші не демонструють оптичної активності.
Рацемічні суміші часто отримують при хімічному синтезі речовин. Однак, біологічну роль може мати лише один із енантіомерів. Молекули протилежної хіральності небажані, а іноді навіть шкідливі, в ліках. Тому важливе значення мають методи розділення енантіомерів у рацематах.

## Асиметричне перетворення
Перетворення рацемата в чистий енантіомер чи в суміш, де один з енантіомерів є в надлишку, або в суміш діастереоізомерів, в якій один з них переважає. Цей процес називають також дерацемізацією.